# Hieracium limbifloccum
Hieracium limbifloccum es una especie de planta con flor del género Hieracium, de la familia Asteraceae, orden Asterales.

## Distribución
Hieracium limbifloccum se distribuye por Suecia.

## Taxonomía
Fue descrita científicamente por Hyl.